# Maggie Roswell
Maggie Roswell (n. 14 noiembrie 1952, Los Angeles, California, SUA) este o actriță, comediană, scriitoare și producătoare americană din Los Angeles, California. Aceasta este cunoscută pentru rolurile sale din serialul de televiziune animat Familia Simpson în care interpretează personaje precum Maude Flanders⁠(d), Helen Lovejoy⁠(d), domnișoara Hoover⁠(d) și Luann Van Houten⁠(d). A fost nominalizată la premiul Annie⁠(d) pentru contribuțiile sale la serial.
Roswell a devenit actriță în anii 1980, având roluri în lungmetraje precum Nebunia de la miezul noptii⁠(d) (1980), Pierduți în America⁠(d) (1985) și Pretty in Pink⁠(d), respectiv în seriale de televiziune precum Remington Steele⁠(d), Masquerade⁠(d) și Happy Days. A apărut în emisiunea The Tim Conway Show⁠(d) în perioada 1980-1981 și a avut atât roluri de voce, cât și roluri pe scenă.
În 1989, Roswell a fost angajată pentru primul sezon din Familia Simpson. Aceasta a interpretat câteva personaje minore și a devenit parte din distribuția principală a serialului odată cu introducerea lui Maude Flanders în al doilea sezon. În 1994, Roswell și Hal Rayle⁠(d), soțul său, s-au mutat în Denver și au înființat Roswell 'n' Rayle Company . Aceasta a fost nevoită să călătorească în Los Angeles de două ori pe săptămână pentru a-și înregistra replicile din Familia Simpson. În cele din urmă, Roswell a solicitat o mărire de salariu în 1999 și, după ce a fost refuzată de rețeaua Fox, și-a dat demisia. A revenit însă în 2002, având permisiunea să-și înregistreze replicile în locuința sa din Denver.

## Cariera
Roswell s-a născut pe 14 noiembrie 1952 și a crescut în Los Angeles, California. A studiat la o școală catolică și la Los Angeles City College⁠(d), iar apoi a urmat o carieră în actorie. În anii 1970, a apărut în câteva seriale de televiziune precum M*A*S*H, însă primele roluri importante le-a obținut pe parcursul anilor 1980. A fost liderul unei fraternități⁠(d) care participă la un concurs de rezolvat puzzle-uri în lungmetrajul Nebunia de la miezul nopții. Roswell a apărut în scurtmetrajele comice⁠(d) ale emisiunii The Tim Conway Show între 1980 și 1981. A avut roluri în Pierduți în America (1985), Pretty in Pink (1986) și în filmul de televiziune The Deliberate Stranger⁠(d). De asemenea, a apărut în diverse emisiuni de televiziune în anii 1980 și la începutul anilor 1990, inclusiv în  Remington Steele (1983), Masquerade (1984), Happy Days (1984), Murphy Brown⁠(d) (1993) și Capcana timpului (1993). Aceasta urma să devină înlocuitoarea Gildei Radner⁠(d) în Saturday Night Live, dar a refuzat oferta la sfatul agentului său.
Roswell a apărut și în piese de teatru. În 1986, a apărut în producțiile teatrale improvizate⁠(d) ale regizorului Paul Sills⁠(d) în cadrul Lamb's Theatre⁠(d). În 1988, a avut un rol în piesa Mea's Big Apology a actriței Julia Sweeney⁠(d) la Teatrul Groundling din Los Angeles. A interpretat rolul lui Eunice, o angajată cinică a unei companii de asigurări. Roswell a reluat acest rol în 1992 în același teatru.

### Familia Simpson, Roswell 'n' Rayle și disputa salarială
Pe lângă rolurile sale din lungmetraje, Roswell a apărut în filme și seriale animate. Aceasta a interpretat vocea personajului Teegra în Fire and Ice (1983). A fost angajată să lucreze pentru serialul de televiziune Familia Simpson în 1989, prima sa apariție fiind în episodul „Homer's Night Out⁠(d)” din primul sezon în rolul prințesei Kashmir⁠(d) (o dansatoare din buric care îl seduce pe Homer). Roswell a avut în patru dintre cele treisprezece sezoane ale primului sezon, însă doar în roluri minore. Aceasta a devenit parte din distribuția principală odată cu introducerea personajului Maude Flanders⁠(d) (vecina familiei Simpson⁠(d) și soția lui Ned Flanders⁠(d)) în episodul „Dead Putting Society⁠(d)” (1990) din cel de-al doilea sezon. De asemenea, Roswell a fost vocea altor personaje precum Helen Lovejoy⁠(d) (soția preotului), domnișoara Hoover⁠(d) (învățătoare) și Luann Van Houten⁠(d) (mama lui Milhouse⁠(d), cel mai bun prieten al lui Bart). Nancy Cartwright a scris în autobiografia sa că „Maggie Roswell a fost binecuvântată cu abilitatea de a crea unul dintre cele mai dificile lucruri posibile: 'sunetul normal', oricare ar fi acela. Prin urmare, o poate interpreta cu ușurință pe fata din vecini sau diverși reporteri, mediciniști, jurați, contabili, oameni de știință și mame”. Roswell a fost nominalizată la premiile Emmy pentru contribuțiile sale la Familia Simpson. În 1997, a fost nominalizată la premiile Annie la categoria „cea mai bună actriță de voce într-un serial de televiziune” pentru rolul său din episodul „Simpsoncalifragilisticexpiala(Annoyed Grunt)cious⁠(d)”.
Roswell l-a întâlnit pe actorul de voce Hal Rayle⁠(d) în 1986, iar cei doi s-au căsătorit în anul următor. S-au mutat din Los Angeles în Denver, Colorado în iunie 1994 pentru a-și crește fiica adoptivă Spenser (născută 1993). În fiecare an, din martie până în noiembrie, Roswell călătorea de două ori pe săptămână în Los Angeles pentru a înregistra replicile personajelor sale. Într-un articol din ziarul Rocky Mountain News⁠(d), jurnalistul Rocky Lopes menționa că „aceasta merge la Los Angeles în fiecare vineri dimineață pentru citirea scenariului, revine acasă după-amiază, zboară înapoi duminică, înregistrează replicile luni și revine din nou acasa în acea noapte”. Aceasta a declarat că „modul în care Helen Lovejoy spune 'B-bye, b-bye, b-bye' credincioșilor care părăsesc biserica după slujbă” a fost influențat de modul în care însoțitorii de bord te salută când cobori din avion.
Roswell și Rayle au început să scrie, producă și să realizeze reclame pentru companii. Aceștia au înființat The Roswell 'n' Rayle Company și au construit un studio de înregistrări în subsolul casei lor. În 1994, au creat reclame radio în Denver pentru Burger King, Christy Sports și o expoziție de insecte organizate de Muzeul de Istorie Naturală. În același an, Roswell a realizat reclamele pentru Campbell's Soup⁠(d) și Pontiac. Aceștia oferă și tonuri de apel comice. Compania este încă activă.
În 1997, Roswell a apărut în filmul Urmărirea⁠(d) alături de Danny Glover și Dennis Quaid.
Roswell a părăsit distribuția Familiei Simpsons în primăvara anului 1999, după o dispută salarială cu Fox Broadcasting Company. Disputa nu a fost dezvăluită presei, Fox declarând inițial că actrița a renunțat, deoarece nu-și mai dorește să călătorească din Denver până în Los Angeles pentru sesiunile de înregistrare. Totuși, aceasta a menționat că, deși s-a săturat de călătorii, a cerut o mărire de salariu ca urmare a creșterii prețului la biletele de avion.  Roswell a fost plătită cu 1.500 -2.000 de dolari pentru fiecare episod pe parcursul ultimelor sale trei sezoane și a cerut companiei să-i mărească salariul la 6.000 de dolari pe episod. Aceștia i-au oferitînsă doar  150 de dolari în plus pe episod, iar actrița a decis să renunțe. A declarat într-un articol din The Denver Post că „mi-au oferit o mărire de 150 de dolari. Acești bani sunt scame în buzunarul celor de la Fox. [...] Zburam înainte și înapoi între Denver și L.A. Era obositor. Mi-a plăcut să lucrez la serial și s-au gândit că voi reveni, dar acum sunt ocupată cu alte lucruri.” Roswell a mai adăugat că: „Am fost parte din esența Familiei Simpson și nu cred că suma pe care am cerut-o era exagerată. N-am întrebat care este situația celorlalți membri din distribuție. Încercam doar să recuperez banii cheltuiți pe transport. Dacă m-ar fi dus cu avionul, aș lucra în continuare.” În acel moment, cei șase membri ai distribuției principale erau plătiți cu 125.000 de dolari pe episod. Ca urmare a plecării lui Roswell, Marcia Mitzman Gaven⁠(d) a fost angajată pentru a realiza vocea personajelor sale, iar Maude Flanders a fost ucisă în episodul „Alone Again, Natura-Diddily⁠(d)”.
Roswell a revenit în distribuția Familiei Simpson în timpul celui de-al paisprezecelea sezon (2002), primul său rol fiind cel al fantomei lui Maude. Conform noului său contract, aceasta își putea înregistra replicile în casa sa din Denver. Disputa salarială a fost încheiată și Roswell a continuat să lucreze la serial. A apărut în rolul lui Helen Lovejoy în filmul Familia Simpson(2007). A participat la premieră împreună cu fiica sa. Conform unui interviu din The Denver Post, Roswell a fost impresionată că a primit două bilete; „Cei din Hollywood ar face orice pentru a-și duce copilul acolo. Marea dorință a fiicei mele este să cunoască [formația] Green Day" (care a apărut în film).

### Alte proiecte
În 2004, Roswell a avut un rol minor în filmul Silver City⁠(d). În 2009, a jucat în piesa de teatru Bunny Bunny: Gilda Radner, a Sort of Romantic Comedy la Teatrul Avenue⁠(d) din Denver. Piesa prezenta evenimente din cariera actriței Gilda Radner (interpretată de Roswell).
De asemenea, actriței îi place să cânte. Pe 7 februarie 1999, Roswell a debutat pe scena clubului de noapte⁠(d) Denver Chop House & Brewery, cântând în numele organizației caritabile Family Homestead. În iunie 2003, aceasta a cântat la Denver's Rattlebrain Theatre alături de formația The Sirens.
Roswell votează cu Partidul Democrat și aderă în continuare la valorile catolice.

## Filmografie

### Filme
| An   | Film                       | Rol                  |
| ---- | -------------------------- | -------------------- |
| 1980 | Midnight Madness           | Donna                |
| 1983 | Fire and Ice               | Teegra (voce)        |
| 1985 | Lost in America            | Patty                |
| 1986 | Pretty in Pink             | Mrs. Dietz           |
| 1992 | Cool World                 | Alte voci            |
| 1995 | The Pebble and the Penguin | Alte voci            |
| 1997 | Switchback                 | Fae                  |
| 2004 | Silver City                | Ellie Hastings       |
| 2007 | The Simpsons Movie         | Helen Lovejoy (voce) |

### Televiziune
| An                     | Serial                                     | Rol                                                                                  | Note                                                                       |
| ---------------------- | ------------------------------------------ | ------------------------------------------------------------------------------------ | -------------------------------------------------------------------------- |
| 1973                   | Love, American Style                       |                                                                                      | 1 episod                                                                   |
| 1973                   | M*A*S*H                                    | Sora Theresa                                                                         | Episodul: „Kim”                                                            |
| 1973                   | The Partridge Family                       | Lois                                                                                 | Episodul: „Heartbreak Keith”                                               |
| 1978                   | Piper's Pets                               | Soția Dr. Piper                                                                      | Episod pilot de televiziune                                                |
| 1980–1981              | The Tim Conway Show                        | Numerous roles                                                                       | Scurtmetraj de comedie                                                     |
| 1980                   | Characters                                 | Carol Goodman                                                                        | Episod pilot de televiziune                                                |
| 1981                   | And They All Lived Happily After           | Lorraine Hofstedter                                                                  | Film de televiziune                                                        |
| 1981                   | Mork & Mindy                               | Donna Hammond                                                                        | Episodul: „Three the Hard Way”                                             |
| 1982                   | Laverne & Shirley                          | Karen Caldwell                                                                       | Episodul: „Life Is the Tar Pits”                                           |
| 1982                   | Deadly Alliance                            | Dna. Trenton                                                                         | Film de televiziune                                                        |
| 1982                   | Insight                                    | Karen                                                                                | 1 episod                                                                   |
| 1983                   | Remington Steele                           | Margaret „Hoop” Tracy                                                                | Episodul: „Steele in the News”                                             |
| 1984                   | Masquerade                                 |                                                                                      | Episodul: „Five Days”                                                      |
| 1984                   | Happy Days                                 | Joyce James                                                                          | Episodul: „Fonzie Moves Out”                                               |
| 1986                   | New Love, American Style                   |                                                                                      | 1 episod                                                                   |
| 1986                   | The Deliberate Stranger                    | Detectiva Kathy McCeshney                                                            | Miniserie în două părți                                                    |
| 1987                   | Popeye and Son                             | diverse personaje                                                                    |                                                                            |
| 1987                   | New Love, American Style                   | Ranger Morrison                                                                      | Episodul: „Babes in the Woods”                                             |
| 1987                   | Dynasty                                    | Penelope Shane                                                                       | Episodul: „The Testing”                                                    |
| 1987–1988              | Mighty Mouse: The New Adventures           | Pearl Pureheart (voce) și alte personaje                                             | 14 episoade                                                                |
| 1987–1989              | Teenage Mutant Ninja Turtles               | diverse personaje                                                                    | 2 episoade                                                                 |
| 1988                   | Yogi and the Invasion of the Space Bears   | Little Girl (voce)                                                                   | Film de televiziune animat                                                 |
| 1988                   | Jake and the Fatman                        |                                                                                      | Episodul: „What Is This Thing Called Love?”                                |
| 1988–1991              | A Pup Named Scooby-Doo                     | diverse personaje                                                                    |                                                                            |
| 1989                   | Hunter                                     | Adelle Roberts                                                                       | Episodul: „Shoot to Kill”                                                  |
| 1990                   | TaleSpin                                   | Girl / Sally                                                                         | Episodul: „Mach One for the Gipper”                                        |
| 1990                   | Tiny Toon Adventures                       | Mary Vain (voce)                                                                     | Episodul: „Hollywood Plucky”                                               |
| 1990–1999 2002–present | The Simpsons                               | Maude Flanders, Helen Lovejoy, Luann Van Houten, domnișoara Hoover și alte personaje | Peste 260 de episoade                                                      |
| 1991                   | L.A. Law                                   | Ms. Shore                                                                            | Episodul: „Rest in Pieces”                                                 |
| 1991                   | Guns of Paradise                           |                                                                                      | Episodul: „Twenty-Four Hours”                                              |
| 1991                   | Bad Attitudes                              | Angela's mother                                                                      | Film de televiziune film                                                   |
| 1991                   | James Bond Jr.                             | diverse personaje                                                                    |                                                                            |
| 1991                   | Darkwing Duck                              | Supereroină (voce)                                                                   | Episodul: „Planet of the Capes”                                            |
| 1992                   | Grave Secrets: The Legacy of Hilltop Drive | Rita Marshall                                                                        | Film de televiziune                                                        |
| 1993                   | Quantum Leap                               | Masterson                                                                            | Episodul: „Revenge of the Evil Leaper”                                     |
| 1993                   | Murphy Brown                               | Mama #2                                                                              | Episodul: „The Egg & I”                                                    |
| 1993                   | Bonkers                                    | Coafeza Anita (voce)                                                                 | Episodul: „Weather or Not”                                                 |
| 1994                   | Animaniacs                                 | Princess of Props (voce)                                                             | Episodul: „Baloney & Kids/Super Buttons/Katie Ka-Boom: The Driving Lesson” |
| 1998                   | Venus on the Hard Drive                    | Venus (voce)                                                                         | Serial de televiziune animat                                               |

### Jocuri video
| An   | Joc video                         | Rol                         |
| ---- | --------------------------------- | --------------------------- |
| 1997 | The Simpsons: Virtual Springfield | Maude Flanders, Miss Hoover |